# Prenome
O prenome (do latim praenōmen, composto do prefixo prae- «pre-» e nomen «nome») é o elemento onomástico que se conjuga com o apelido de família (sobrenome) na forma de designar as pessoas. Na língua coloquial, são mais comuns os termos nome próprio e nome de batismo.
A cada pessoa podem ser atribuídos um ou mais prenomes quando nasce ou quando é batizada.
Em algumas culturas e idiomas (por exemplo em húngaro, vietnamita, chinês, japonês ou coreano), o apelido de família precede o prenome na ordem do nome completo, como Deng Xiaoping, sendo Deng o apelido de família e Xiaoping o prenome.

### Pronomes
Não se deve confundir com seu parônimo, pronome (escrito com O), que é usado em gramática para indicar uma palavra variável que substitui, retoma ou acompanha o substantivo, podendo ser classificado em pessoal do caso reto, pessoal do caso oblíquo, pessoal de tratamento, reflexivo, recíproco, possessivo, demonstrativo, indefinido, interrogativo e relativo. É variável em gênero, número e pessoa, indicando-o como pessoa do discurso ou situando-o no espaço, no tempo e no texto.

## História
Na Roma Antiga, o prenome precedia o gentilício. No início da Idade Média, o nome pessoal era o nome principal da identidade. Era acompanhado de diferentes determinantes: origem geográfica, filiação (patronímico), de parentesco, de profissão. Durante a segunda metade da Idade Média na Europa, e mais tarde em outros lugares, o nome de família que acompanhava o nome da pessoa, passou a ter uma importância maior na identificação do indivíduo. Então o nome pelo qual a pessoa era conhecida passou a ser o prenome, que deveria vir acompanhado pelo nome de família.

## Leis portuguesas
A lei portuguesa só admite prenomes que constem da onomástica nacional ou que sejam adaptados graficamente à língua portuguesa. Uma lista oficial disponibilizada pelo Instituto dos Registos e Notariado, registra quais os nomes que já foram admitidos ou recusados pelos serviços centrais do registro civil. Esta lista não inclui alguns nomes muito comuns, sobre os quais nunca surgiram dúvidas quanto à sua validade. Aos pais, é-lhes reservado o direito de requerimento de uma avaliação ou reavaliação por um especialista sempre que lhes seja negado o registro de um determinado vocábulo. A seguinte lista (incompleta) reproduz esse mesmo catálogo oficial, omitindo conjuntos onómasticos ou segundos elementos do nome (ex.: «Ana do Mar»; «Afonso Henriques»). Nomes tidos como também pertencentes à língua, embora omissos do catálogo, são indicados por um asterisco (*) sempre que forem listados por uma obra de referência. Em nota de rodapé encontram-se informações relativas na sua maioria à pronúncia, restrições de género e inclusão na onomástica da língua mirandesa (por extensão, parte da «onomástica portuguesa», dado o estatuto dessa língua em Portugal). Ainda de acordo com as normas, o nome deve ser formado no máximo por dois nomes próprios e quatro apelidos (sobrenomes). Os apelidos são os nomes de família. Sendo a criança estrangeira o seu nome será composto de acordo com a lei da sua nacionalidade.
A datar de finais de 2017, esta lista de nomes permitidos em Portugal abrange ainda nomes que também são populares em vários pontos do mundo, com grande incidência de nomes comuns em Espanha, França, Inglaterra, Itália ou Estados Unidos. As listas de nomes mais registados ao final de cada ano nos mostram que a preferência dos portugueses consiste nos nomes tradicionais, mas também permite notar que há muita gente a eleger nomes que não remetem de imediato para a cultura portuguesa. A escolha de determinados nomes estrangeiros já não levanta problemas legais, mas há quem contraponha-se ao seu uso por receio de que isso possa causar algum aborrecimento à criança, sobretudo por causa de erros de escrita ou pronunciação.
Há exceção para cidadãos estrangeiros residentes em Portugal, se um dos pais da criança a ser registrada for estrangeiro, é possível escolher nomes que não constam na lista. São admitidos os nomes próprios estrangeiros sob a forma original se o registado for estrangeiro, houver nascido no estrangeiro ou tiver outra nacionalidade além da portuguesa.
Outro país onde há uma lista de prenomes admitidos é a Dinamarca, onde estão disponíveis apenas sete mil nomes numa relação. Caso se queira selecionar um nome fora das listas, tem se ser aprovado por dois órgãos de revisão.